# Boesenbergia gelatinosa
Boesenbergia gelatinosa là một loài thực vật có hoa trong họ Gừng. Loài này được K.Larsen mô tả khoa học đầu tiên năm 1997.